# Zelenîi Iar, Domanivka
Zelenîi Iar (în ucraineană Зелений Яр) este localitatea de reședință a comunei Zelenîi Iar din raionul Domanivka, regiunea Mîkolaiiv, Ucraina.

## Demografie
Componența lingvistică a localității Zelenîi Iar
     Ucraineană (95,58%)
     Rusă (3,65%)
     Alte limbi (0,77%)
Conform recensământului din 2001, majoritatea populației localității Zelenîi Iar era vorbitoare de ucraineană (95,58%), existând în minoritate și vorbitori de rusă (3,65%).